# 芦蒲镇
芦蒲镇，是中华人民共和国江苏省盐城市阜宁县下辖的一个乡镇级行政单位。

## 行政区划
芦蒲镇下辖以下地区：
长北社区、童营社区、蒲南社区、沿淮村、三联村、临黄村、蒲东村、马集村、芦蒲村、左范村、东吴村、罗码村、裴王村、高杨村、三马村、新荡村、周门村、曹安村和双码村。